# Vulcão da Serreta
Vulcão da Serreta designa uma zona de vulcanismo fissural assente sobre a Crista Submarina da Serreta, uma faixa de fundos marinhos elevados em relação às áreas circundantes localizada a oeste da costa da ilha Terceira (Açores), frente à povoação da Serreta (que lhe dá o nome). Nesta região têm ocorrido frequentes erupções submarinas ao longo de linhas de fractura com a direcção geral leste-oeste, parte do sistema radial de fracturas associado ao vulcão de Santa Bárbara. A zona de vulcanismo mais activo localiza-se entre os 9 os 14 km a oeste da Ponta do Queimado (ou Ponta da Serreta), com duas erupções históricas, a primeira das quais em Maio e Junho de 1867, acompanhada por forte sismicidade e pela projecção aérea de cinzas e rochas, e a segunda desde finais de 1998 a meados do ano 2000, acompanhada apenas por microssismos e sem projecção aérea de materiais.
A primeira erupção em tempos históricos teve início, após intensa actividade sísmica no mês anterior, a 1 de Junho de 1867, a profundidades inferiores aos 300 m, projectando grandes colunas de vapor e ejectando cinzas e rochas acima da superfície do mar, tendo deixado um baixio, a Baixa da Serreta, que ainda subsiste. A segunda erupção histórica, ocorrida desde finais de 1998 a meados do ano 2000, ocorreu a profundidade bem maior (500 a 600 m), não provocando sismos sentidos. Nesta última erupção, as rochas atingiam a superfície apenas como "balões" de gás que explodiam e se afundavam de imediato. Poderão ter ocorrido entretanto outras erupções que não foram detectadas dada a profundidade em que ocorreram.

## Descrição
A Crista Submarina da Serreta insere-se no troço oeste do rift da Terceira, correspondendo a um conjunto de fracturas que atravessam a ilha Terceira que atravessam a ilha Terceira de sueste para noroeste, prolongando-se depois em direcção à ilha Graciosa. O troço que constitui a Crista Submarina da Serreta está inserido no sopé do vulcão de Santa Bárbara, sendo percorrido pelo sector oeste do sistema radial de fracturas que se desenvolve torno daquele grande estratovulcão.
A orogenia da ilha Terceira é marcada por uma lenta migração de leste para oeste dos principais centros eruptivos, resultado do progressivo afastamento da ilha em relação à Dorsal Mesoatlântica. O vulcão de Santa Bárbara, que constitui o terço ocidental da ilha, é o mais jovem dos grandes centros eruptivos da ilha, tendo sido palco das mais recentes erupções nela verificadas, tendo a última erupção sub-aérea ocorrido no flanco leste da estrutura, naquela que ficou conhecida como a erupção dos Picos Gordos, em abril de 1761. No mar, dada a grande profundidade das águas a oeste da ilha e a baixa sismicidade associada às erupções mais recentes deste vulcão, apenas se conhecem dois eventos eruptivos, um verificado em 1867, com expressão sub-aérea, e outro em 1998-2000, integralmente submarino.
Este enquadramento regional, dominado pela expansão dos fundos oceânicos a oeste da ilha pela acção do rifte da Terceira, leva a que o principal centro eruptivo associado à ilha Terceira tenha migrado para oeste da ilha, situando-se na actualidade nos fundos marinhos que constituem a crista submarina da Serreta, um prolongamento do flanco oeste da Serra de Santa Bárbara. Aquela crista desenvolve-se em águas profundas, estado flanqueada por profundidades que excedem os 700 m, rodeada por encostas que se elevam abruptamente dos fundos circundantes.
Dada a elevada profundidade e baixa sismicidade associada, as erupções submarinas que terão ocorrido ao largo da Serreta, provavelmente recorrentes antes e depois do povoamento da ilha nos finais do século XV, apenas duas estão documentadas: a de maio e junho de 1867 e a de 1998-2000. 

## A erupção de Maio e Junho de 1867
A erupção que se iniciou de forma visível com projecção sub-aérea acima da superfície do mar a 1 de Junho  de  1867, é a mais violenta que ocorreu no Vulcão da Serreta desde a colonização das ilhas. Iniciou-se com uma crise sísmica que foi crescendo de intensidade e frequência ao longo dos primeiros meses de 1867. Durante o mês de Maio a intensidade e frequência dos tremores era tal que quase todas as casas das freguesias da Serreta, Raminho e Altares se encontravam arruinadas e os seus habitantes não se atreviam a nelas entrar, dormindo em cafuas feitas de palha e de ramagens de árvore. Nos últimos dias de Maio iniciou-se uma fase de violento tremor contínuo, mais sensível na freguesia do Raminho. A 31 de Maio, a violência do tremor era tal que as populações organizaram uma procissão onde transportavam as coroas do Divino Espírito Santo, que, partindo dos Altares, se dirigiu para oeste, incorporando as do Raminho. Igual cortejo se organizou nas Doze Ribeiras e Serreta, dirigindo-se também para oeste. Reunido o povo no lugar sobranceiro à Ponta do Raminho (onde hoje está o miradouro e o altar que assinala o acontecimento), celebrou-se missa campal. Poucas horas depois rebentou o vulcão no mar frente ao local, desaparecendo o tremor.
São conhecidos vários registos escritos desta erupção pelos quais é possível acompanhar o evoluir da crise sísmica que precedeu o evento, o início da erupção a 1 de junho de 1867, o apoio social que foi prestado à população e algumas expedições científicas visando o seu estudo  que foram realizadas nos meses seguintes. Entre estes escritos, para além das notícias publicadas na imprensa terceirense coeva, com destaque para os jornais O Angrense e a A Terceira, destaca-se o relato enviada a 6 de junho de 1867 por António de Gouveia Osório, ao tempo governador civil do Distrito de Angra do Heroísmo, ao seu congénere do Distrito da Horta, e o relatório oficial enviado ao Governo por Afonso Joaquim Nogueira Soares, ao tempo Director das Obras Públicas da Terceira, sendo este último a melhor descrição conhecida desta erupção. Apesar de não se conhecer o seu paradeiro actual, conhecendo-se apenas citações feitas por outros autores, foram relevantes os relatos elaborados pelo pároco da Serreta, padre João Guilherme da Costa, que nas palavras de um autor da época estava «colocado melhor do que ninguém para observar de noite e de dia, as diversas fases do fenómeno» e que terá procedido ao registo de alguns dos momentos mais marcantes da atividade sismo-vulcânica associada à erupção.
Embora não tendo presenciado a erupção, são relevantes as comunicações à Academia das Ciências de Paris produzidas pelo geólogo e meteorologista Charles Joseph Sainte-Claire Deville e pelo astrónomo e químico Jules Janssen, que visitaram a ilha Terceira em agosto de 1867, e pelo vulcanólogo e petrologista Ferdinand André Fouqué, que esteve na ilha nos meses de setembro e outubro daquele ano.As comunicações apresentadas na Academia das Ciências de Paris por estes dois cientistas, depois publicadas ou citadas em várias revistas científicas da época, deram notoriedade internacional à erupção vulcânica da Serreta.

### Cronologia da erupção de 1867
A partir desses relatos é possível estabelecer a seguinte cronologia dos eventos:
- Crise sísmica de dezembro de 1866 a maio de 1867 — A partir do outono de 1866 começaram a ser sentidos alguns pequenos sismos nas povoações do oeste da ilha, com destaque para a Serreta e Raminho (ao tempo curato da freguesia dos Altares). Os primeiros eventos sentidos com intensidade sísmica significativa, assustando as populações daquelas freguesias, ocorreram por volta das 22:00 horas do dia 24 de dezembro de 1866, altura em que se sentiram dois curtos abalos que, apesar de não terem produzido estragos, causaram alarme.[10] Esses eventos foram seguidos por quatro sismos sentidos no dia 2 de janeiro de 1867. Dessa data até 15 de março daquele ano a crise sísmica agravou-se, sendo sentidos entre quatro a dez sismos em cada dia. O jornal O Angrense insere, em suplemento à sua edição de 31 de maio, a seguinte notícia: «Desde 2 de janeiro deste ano que se começaram a sentir nas freguesias dos Milagres e Raminho algumas comoções vulcânicas que duraram quase sucessivamente até 6 de março, dia em que suspenderam.»[11] Esta «suspensão» ocorrida nos primeiros dias de março foi transitória, pois decorrido cerca de um mês sem sismos sentidos, voltaram a sentir-se abalos fracos nos dias 18 e 21 de abril, tendo a actividade recrudescido nos dias seguintes com entre oito a doze abalos sentidos por dia.[11] A partir do início de maio aumentou a frequência e intensidade dos sismos, contando-se cerca de cinquenta e sete entre as 17:30 e as 24:00 horas do dia 25 de maio. Essa «oscilação constante do solo, ímpetos veementíssimos precedidos de assustadores estampidos subterrâneos, tem sido o estado habitual daquelas infelizes povoações […], mantendo-se de 25 de maio a 1 de junho o solo da Serreta e das paróquias vizinhas […] numa agitação contínua». Por esta altura os sismo sentiam-se na cidade de Angra do Heroísmo, situada cerca de 18 km a sueste da Serreta.[11] Neste suplemento de O Angrense, datado de 31 de maio, são descritos sucintamente os acontecimentos e a destruição ocorrida até àquela data.
- Os grandes sismos de 30-31 de maio de 1867 — Nos últimos dias de maio os sismos cresceram em intensidade causando grandes danos nas habitações do oeste da Terceira, desde as Doze Ribeiras aos Altares, mas com maior intensidade na Serreta e no Raminho. Alguns dos sismos foram muito violentos abrindo fendas no solo e fazendo cair grandes pedras das vertentes, em especial o abalo do dia 31 de maio. Quase todos os edifícios foram danificados ou inteiramente arruinados fazendo com que os habitantes, receosos, não se atrevessem a entrar nas habitações para dormir, pernoitando em «cafuas feitas de palha e de ramagens de árvores».[10][3] No seu suplemento, O Angrense informa que «À noite, abandonando as habitações que ameaçam ruína e que vacilam constantemente, vão os mais necessitados implorar um canto das poucas barracas que se tem feito e assim divagam soltando preces de aflição, queixumes amargos, enquanto que mão poderosa parece querer parcela desta montanha…. Não há edifício, não há casa, não há choupana naquelas freguesias que não estejam arruinadas e em perigoso estado. Não há um momento que a terra não trema e que dos lábios do grande e do pequeno se não solte a palavra misericórdia. O terror divisa-se no semblante de todos […]. No dia 29 do corrente […] o ex.mo Conde da Praia da Vitória e seus ex.mos filhos, os srs. Visconde de Bruges e Teotónio Simão Paim de Ornelas Bruges, foram visitar os desditosos povos da freguesia da Serreta […] distribuindo algumas esmolas valiosas de pão e dinheiro, para os mais necessitados, mandaram a expensas suas construir uma barraca que poderá alojar acima de 120 pessoas das menos abastadas, a quem ss. exas. a destinaram. Consta-nos também que no mesmo dia, e por ordem do sr. governador civil, o administrador do concelho fora de tarde à Serreta para indagar o que ali fosse preciso e em resultado ainda nos consta que pelo governo civil se mandara fazer uma outra barraca […]. Também não podemos deixar de chamar a atenção do prelado diocesano sobre a necessidade de fazer-se construir uma barraca para recolher o sacrário e imagens, evitando-se assim qualquer desastre na igreja paroquial que se acha já arruinada e facilitando-se aos povos o poderem mesmo no campo implorar o auxílio divino de que tanto carecem.»[11] O pároco de Nossa Senhora dos Milagres da Serreta, padre João Guilherme da Costa, avaliou em oitenta o número de casas destruídas nessa paróquia, tendo todas as restantes sido danificadas, tendo a igreja e o presbitério sofrido danos que obrigavam à sua reconstrução. Apesar disso, não se registaram vítimas mortais nesta crise sísmica, numa altura em que na freguesia da Serreta residiam cerca de duzentas famílias.[10] Sobre a acção do pároco, no suplemento de 31 de maio do jornal O Angrense afirma-se: «Não podemos deixar de nesta ocasião louvar e recomendar às autoridades competentes o zelo e caridade do digno pároco da freguesia da Serreta, o rev. João Guilherme da Costa, desenvolvido nesta assustadora crise, não se poupando a esforços, a despesas e a incómodos, já animando com a sua resignação e com seus conselhos, já esmolando e socorrendo os mais necessitados dos seus fregueses».[11]
- Procissão dos Abalos (31 de maio de 1867) — Na sequência dos grandes sismos de 30 e 31 de maio, no fim da tarde de 31 de maio o povo das freguesias do oeste da ilha, aparentemente de forma espontânea, organizou procissões que convergiram no ponto onde os abalos eram mais sentidos, a zona do Cabo do Raminho e da Ponta do Peneireiro. Diz a tradição que naquele dia os povos das freguesias mais ocidentais da ilha, aterrorizada com os tremores incessantes e destruidores, terá organizado cortejos transportando as coroas do Divino Espírito Santo dos Altares até ao Raminho, incorporando-se aqui as desta localidade, com idêntica procissão organizada na freguesia das Doze Ribeiras a que se juntou o povo e as coroas da Serreta. Estas procissões convergiram para o promontório sobranceiro à Rocha do Peneireiro, onde se organizou uma missa campal. O local está hoje assinalado por um cruzeiro que marca o acontecimento. No mesmo local realiza-se anualmente, naquela data, uma missa campal antecedida de procissão vinda da paroquial do Raminho.[12][13] A realização deste tipo de cortejos e procissões é recorrente na história açoriana quando as populações atingidas por uma catástrofe natural realizam manifestações. A «Procissão dos Abalos», como ficaria conhecida, enquadra-se nesse contexto. Apesar de ser hoje voz corrente que os abalos cessaram nesse dia, assim não aconteceu pois no dia seguinte, pelas 8 horas da manhã, sentiu-se um tremor de terra muito violento seguido por outros mais fracos ao longo do dia, que danificaram os muros de pedra e os poucos edifícios que ainda se mantinham intactos. Mesmo durante o mês de junho, antes e depois da erupção ser visível, ocorreram sismos. Apesar dos relatos coevos e da arreigada tradição oral que se mantém nas populações do oeste da Terceira, há alguma incerteza quanto à data da realização da procissão com as coroas do Espírito Santo, que a acreditar-se a tradição de ter ocorrido na madrugada de 1 de junho, aponta para uma notável coincidência, dado que poucas horas depois de realizada a procissão, rebentou o vulcão no mar, precisamente ao largo do local onde foi rezada a missa. Não sendo possível à população, naquele tempo, saber qual o epicentro dos sismos, que ocorriam já há seis meses, é difícil explicar que poucas horas antes da erupção se iniciar, a população dos Altares e das Doze Ribeiras convergissem exactamente para a Ponta do Raminho, ponto que se veio a revelar o local mais próximo em terra do centro eruptivo. Por outro lado, a informação contida nas notas de Alves da Silva, corroboradas por notícias coevas, confirmam que ocorreu efetivamente uma procissão com a imagem do Senhor dos Passos, com origem na igreja dos Altares no dia 12 de junho, já com a erupção na sua fase terminal. Quase 30 anos depois, em 1894, encontramos outra notícia sobre esta procissão que refere o seguinte: “No dia 30 de maio, aniversário dos abalos de 1868 houve na freguesia da Serreta procissão comemorativa com sermão pelo Revmo. cura das Doze Ribeiras Sr. Francisco Ignacio da Silva.”[14] Como se percebe, o autor da notícia parece ter-se enganado no ano dos abalos e não deixa qualquer indicação de quando terão começado as procissões. Fica também a dúvida quanto ao dia 30 de maio, uma quarta-feira, uma vez que a procissão foi-se repetindo nos anos seguintes, com alguns períodos de interrupção, quase sempre no mesmo dia 31 de maio, tendo, no entanto, registado já pequenos “ajustes” quanto ao dia e quanto à hora em que ocorre.
- Fase visível da erupção (1 a 7 de junho de 1867) — A fase observável de terra da erupção iniciou-se ao anoitecer do dia 1 de junho de 1867, quando na Serreta de ouviram pelo menos oito detonações, semelhantes a descargas de artilharia. Ao amanhecer do dia seguinte, 2 de junho, descobriram-se sobre o mar os sinais da erupção com o aparecimento de uma extensa faixa onde a água do mar apresentava uma cor diferente. Quando o horizonte se tornou mais claro viam-se elevar do mar, com impetuosidade, grandes colunas de água e vapor, e ao lado a água fervendo em cachão. Ao mesmo tempos ouviam-se repetidas detonações também semelhantes às da artilharia.[10] Durante estes dias viam-se enormes jactos de água, e vapor espesso e branco como a neve, elevando-se a pequena altura, mas outras vezes apareciam grandes colunas saindo do mar verticalmente, e depois elevando-se no mesmo sentido como fumo denso, ou seguindo a direcção dos ventos na ocasião. Era muito variável o número e forma dos jactos de vapor e gases, e às vezes viam-se surgir do mar grandes balões de fumo branco e denso a uma distância considerável da zona onde a erupção parecia estar concentrada. Distinguiam-se entre as massas brancas de vapor, vultos negros que desapareciam e tornavam a aparecer rapidamente, correspondentes a grandes pedras. A distância de mais de 10 milhas da erupção já a água tinha cores diferentes, verde ou vermelho carregado. Próximo da erupção sentia-se cheiro a enxofre e grande número de peixes flutuavam mortos ou moribundos à superfície da água.[10] A erupção teve o seu máximo a 5 de junho e cessou na manhã cedo do dia 8 de junho. Uma sondagem na zona onde ocorrera a erupção, realizada a 12 de junho, não permitiu detectar qualquer rochedo próximo da superfície nem alterações significativas da profundidade do mar.[10]
- Os estudos científicos após a erupção (1867-1872) — Para além das observações feitas pelo padre João Guilherme da Costa, relatadas a Sainte-Claire Deville e que este publicou, constituem os documentos mais preciosos referente a esta erupção, e que só por si preencheriam de forma satisfatória este capítulo, as descrições pormenorizadas feita por Afonso Joaquim Nogueira Soares, à época Director das Obras Públicas do Distrito de Angra do Heroísmo, e por António de Gouveia Osório, governador civil do Distrito de Angra do Heroísmo, testemunha ocular dos acontecimentos. No mês de setembro de 1867 o local da erupção foi visitado pelo geólogo Ferdinand André Fouqué, que, a bordo de uma embarcação em local sito nas imediações da Baixa da Serreta, pôde recolher gases que então ainda emanavam profusamente da superfície do mar. Infelizmente Fouqué, nesta sua excursão, não conseguiu obter os dados precisos para a história do grande fenómeno vulcânico, porque já nada existia, e a pequena quantidade de gás, que com dificuldade pôde obter, não era suficiente para uma análise segura.[15]

Na costa, sob a Ponta do Raminho, existe uma poderosa nascente termal fortemente gaseificada (com dióxido de carbono), conhecida como a Água Azeda da Serreta, usada para fins medicinais até Janeiro de 1980, quando um grande desmoronamento de rochas, desencadeado pelo Sismo de 1 de Janeiro de 1980, impediu o acesso ao local.

### Relatos dos eventos de 1867
A primeira notícia conhecida da erupção aparece uma carta inserta no jornal O Angrense, assinado por «Um serreteiro», datado do segundo dia da erupção, onde consta:
Serreta, freguesia de N. S. dos Milagres, 3 de junho de 1867 […] No mar entre as ilhas de São Jorge, Graciosa e esta, rebentou um vulcão, na noite de 1 para 2 do corrente. O mar naquele sítio deixa ver uma sombra imensa, que dá bem a entender que ali existe já formado um baixio, que pode vir a ser uma ilha; tem-se sentido grandes detonações submarinas, que procedem a aparição de grandes moledos e repuxos d’água que se elevam a grande altura. Estas detonações e movimentos de água e fogo tem ido em diminuição, o que faz crer que a explosão vai em decadência.
Uma carta do Governador Civil de Angra para o seu congénere da Horta faz um relato sucinto da erupção:
Ilustríssimo e Excelentíssimo Senhor, — Tendo havido na noite de 1 para 2 do corrente, ao NO magnético da freguesia da Serreta desta ilha, uma erupção vulcânica que se conserva em actividade e que ocupa uma zona de mais de duas milhas e meia, na direcção oeste leste, cumpre-me levar este facto ao conhecimento de V. Ex., a fim de que por todos os meios ao seu alcance o faça chegar ao conhecimento dos navegantes que se dirijam para estas paragens. Depois de fortes abalos de terra, que produziram graves prejuízos em algumas freguesias desta ilha, rompeu o mencionado vulcão ao NW magnético da Serreta, a distância de 9 milhas de terra, ocupando o seu principal foco de actividade uma extensão de mais de duas milhas e meia, na direcção oeste leste. Tendo sido observado por pessoas competentes, conheceu-se que a sua latitude N. é de 38 graus, 52', e a sua longitude W de Gr. é de 27 graus, 52', e que está na linha recta entre esta ilha com a Graciosa. Além disto observou-se também que está expelindo constantemente enormes porções de lava, a qual, pela sua acumulação, pode formar um novo ilhéu, que será um iminente perigo para os navegantes, se dele se não acautelarem; que em alguns pontos aparecem uns jorros de vapor e de água em ebulição, e que à distância se sente um pronunciadíssimo cheiro de enxofre, que pode produzir a asfixia a quem se aproximar do vulcão. É pois para evitar algum sinistro, que peço a V. Ex. se digne fazer público este acontecimento, levando-o também ao conhecimento dos nossos cônsules nos diferentes países, para onde porventura saiam alguns navios desse porto, visto daí serem mais directas e frequentes as relações que as desta ilha. Como igualmente é possível que desse porto saia algum navio que, directa ou indirectamente, possa levar ao conhecimento do Governo este importante acontecimento, peço a V. Ex., a bem do serviço público, que na primeira oportunidade se sirva remeter-lhe o incluso ofício, ou que o dirija a algum nosso agente consular para que ele o faça chegar ao poder do Governo. — Deus Guarde a V. Ex., Governo Civil de Angra do Heroísmo, 6 de Junho de 1867. — O Governador Civil — António de Gouveia Osório.
Afonso Joaquim Nogueira Soares, à época Director das Obras Públicas do Distrito de Angra do Heroísmo, elaborou um relatório sobre os eventos do qual consta:
Ao anoitecer do dia primeiro de junho ouviram algumas pessoas oito detonações sucessivas, semelhantes às de artilharia, e no dia seguinte, logo pela manhã, descobriram-se sobre o mar os sinais da erupção. Apareceu uma extensa faixa com uma cor diferente da água do mar, e quando o horizonte se tornou mais claro pela dissipação do nevoeiro, viam-se elevar, com impetuosidade, do mar grandes colunas de água e vapor, e ao lado a água fervendo em cachão, e ouviam-se repetidas detonações também semelhantes às da artilharia. Nos dias seguintes o fenómeno observado da Serreta oferecia variadas vistas. Umas vezes viam-se enormes jactos de água, e vapor espesso e branco como a neve, elevando-se a pequena altura; outras vezes apareciam grandes colunas saindo do mar verticalmente, e depois elevando-se no mesmo sentido como fumo denso, ou seguindo a direcção dos ventos na ocasião. Era muito variável o número e forma dos jactos de vapor e gases, e às vezes viam-se surgir do mar grandes balões de fumo branco e denso a distância considerável da localidade em que a acção vulcânica parecia estar concentrada, mas estas explosões eram passageiras. Distingui uma vez com uma luneta, entre as massas brancas de vapor, vultos negros que desapareciam e tornavam a aparecer rapidamente, e que logo supus serem grandes pedras vomitadas pela cratera. No dia 5 deste mês fui observar o fenómeno de perto em um barco com o Intendente de Marinha e mais algumas pessoas. A distância de mais de 10 milhas da erupção já a água tinha cores diferentes, verde ou vermelho carregado, devido talvez à presença dos sais de ferro. Ao passo que se avançava para a localidade do vulcão sentia-se cada vez mais pronunciado o cheiro do enxofre. Grande número de peixes flutuavam mortos ou moribundos à superfície da água. Aproximámo-nos a pouco mais de 1 milha de uma parte da zona em que as forças vulcânicas estavam em actividade. O espectáculo era então verdadeiramente surpreendente. Numa linha de mais de 2 milhas com a direcção aproximada de leste-oeste surgiram com impetuosidade, e a bastante distância entre si, seis enormes colunas de vapor, que a uma certa altura acima da superfície do mar cediam à pressão do vento e deslizavam na atmosfera seguindo a sua direcção como fumo branco e espesso. No pé de uma das maiores colunas via-se continuamente projectarem-se a alguns metros acima da superfície do mar, caindo imediatamente, grandes e numerosos blocos negros. Este terrível jogo da natureza era acompanhado de repetidas detonações semelhantes às da artilharia. Na extremidade a oeste, de que estávamos mais aproximados e em que as explosões de vapor e gases não eram continuadas, pareceu-nos pelo murmúrio e rolo do mar, semelhante ao que há sobre as restingas, e pela cor diferente que a água tinha, que a acumulação das dejecções vulcânicas estava ali perto da superfície do mar. No dia 8 deste mês voltei à Serreta, levando os instrumentos para determinar com mais exactidão a posição do vulcão em relação à ilha, e acompanhou-me o arquitecto, servindo como desenhador nesta Direcção [de Obras Públicas], para fazer os desenhos em perspectiva das erupções. Quando porém lá chegámos já elas tinham cessado, e diziam os habitantes da localidade que de manhã cedo ainda se tinham visto. Desde então até agora nunca mais se viram de terra sinais bem definidos de estar em actividade o vulcão. Sentiram-se na Serreta alguns tremores até o dia 13, mas pouco violentos. No dia 17 fui outra vez em um barco com o Intendente e mais algumas pessoas examinar aquela localidade, e não descobrimos vestígios, nem pela cor da água que já era a natural, nem por qualquer indício, da revolução submarina que ali tinha havido, conservando-se em plena actividade desde a noite do dia 1 deste mês até à manhã do dia 8; fizeram-se algumas sondas, mas não se achou fundo. Se pois, como tínhamos suposto quando observámos a erupção em actividade, a aglomeração das dejecções vulcânicas chegassem perto da superfície da água, deviam já ter sido varridas pelo mar como quase sempre acontece. Não se sabe que profundidade o mar teria aí antes, mas é provável que fosse muito grande, porque fora de um baixio que existe perto da Serreta, há nas cartas inglesas de Vidal sondas superiores a 200 braças, e é provável que na localidade do vulcão, mais ao largo, fosse muito maior a profundidade.
Por sua vez José Alves da Silva, que foi pároco dos Altares, em nota à edição de 1891-1893 da Topografia da ilha Terceira, obra de Jerónimo Emiliano de Andrade, dá a seguinte notícia dos acontecimentos:
Em 1867 depois de um mês de contínuos abalos subterrâneos, que puseram em consternação toda esta ilha em geral, e em especial a Serreta, o Raminho e as freguesias circunvizinhas, rebentou afinal o vulcão no mar, em frente da dita Ponta do Queimado, no dia 2 de junho, formando um pequeno ilhéu que depois desapareceu. Foram assombrosas de majestade e horror as cenas que então se ostentavam. O vulcão furioso arremessava do seio das revoltosas ondas do mar, penhascos enormíssimos que subiam a uma grande altura. Os povos daquelas freguesias, vendo rolar continuamente enormes pedras dos montes próximos, assistindo ao desmoronar das suas habitações e ao abrir de grandes fendas no solo que pisavam, transidos de medo, não atinavam senão com invocar a Infinita Misericórdia de Deus, e em boa hora o fizeram porque só com Deus é que se houve. Num dia em que acompanhando a devota imagem do Senhor Jesus dos Passos dos Altares, imenso povo, precedido pelo seu pároco, se foi meter mesmo no coração do perigo, sobre a rocha do Peneireiro, sentindo repetir‑se amiudada e violentamente os abalos, retiraram‑se apressadamente pelo perigoso caminho que tinha sobranceiro enormes penhascos prestes a precipitar‑se. Pois só depois de todo o povo ter passado é que esses penhascos se despenharam com grande estrondo e horror, clamando assim bem alto que só a Misericórdia Infinita de Deus, com tantas lágrimas invocado, é que livrou aquele aflito povo do eminente perigo em que esteve. Esta procissão, realizada a 12 de junho, foi notícia em O Angrense, que na sua edição de 4 de julho notícia a ida em procissão da imagem do Senhor dos Passos dos Altares à Ponta do Peneireiro.
Alfredo da Silva Sampaio, na sua obra Memória sobre a ilha Terceira, inclui um relato circunstanciado da erupção:
Neste ano [1867] sobreveio a erupção submarina a oeste da Terceira, à distância, pouco mais ou menos, de 5 quilómetros da costa da Serreta. No jornal L’Année scientifique et industrielle (douzième année, 1867, pp. 312-316), encontra‑se detalhadamente a descrição deste acontecimento vulcânico, cuja tradução facilmente se poderá encontrar no Arquivo dos Açores, tomo 5.°, que aqui reproduzimos: — «No primeiro de junho de 1867 as ilhas Terceira e Graciosa, nos Açores, foram abaladas por trepidações da terra, em breve seguidas por uma verdadeira erupção vulcânica. Ferdinand Fouqué, o jovem sábio que parece ter recebido plenos poderes da Academia das Ciências para a representar junto destes grandes fenómenos da natureza, não deixou de ir fazer a sua visita obrigada aos lugares em que apareceu esta nova erupção. Mas é principalmente na relação apresentada à Academia pelos senhores Charles Sainte-Claire Deville e Jules Janssen, composta segundo as narrativas das testemunhas oculares, que se acha a descrição deste importante fenómeno. Durante os seis primeiros meses do ano de 1867, sentiram‑se nas ilhas Terceira e Graciosa alguns abalos mais ou menos fortes. A partir de 25 de maio tornaram‑se tão frequentes os tremores de terra, que só neste dia se contaram cinquenta e sete. De 25 de maio ao 1.° de junho a agitação do solo era contínua e particularmente sensível na Serreta e no Raminho. Algumas pedreiras desabaram com estrondo, o terreno fendeu‑se, e quase todas as casas sofreram prejuízos ou ficaram arruinadas. Tão somente na freguesia da Serreta oitenta casas foram destruídas e as restantes abaladas […] No 1.° de junho, pelas oito horas da manhã, houve um violentíssimo tremor de terra que foi seguido, no resto do dia, por muitos outros mais fracos. Pelas dez horas da noite rompeu a erupção em pleno mar, a distância da costa de pouco mais ou menos de 5 quilómetros. Começou este fenómeno por detonações semelhantes a descargas de artilharia. Toda a superfície do mar ficou coberta com uma substância amarelada, que se julgou ser enxofre, sem que disso haja a certeza, porque a tal matéria não foi recolhida. No dia seguinte (2 de junho) pelas 6 horas da manhã, as substâncias gasosas que se desenvolviam no mar produziam uma espécie de ebulição, fraca ao princípio e com largas intermitências, mas que depois cresceu progressivamente. Pelas 9 horas da noite do mesmo dia 2 viu‑se três vezes, num quarto de hora, elevar‑se um jacto de água a grande altura, em um ponto entre a erupção e a costa. Nos seguintes dias, grandes penedos se elevaram ao ar a certa altura, no meio de repuxos de água e de vapores. As bocas de erupção estavam assim dispostas: a principal estava no centro, e em redor mais sete outras colocadas muito irregularmente limitando um espaço de 3 a 4 léguas de circuito e de uma légua de diâmetro. No centro a ebulição gasosa era contínua, tornando o mar branco, enquanto na circunferência ele aparecia escuro. Julgou‑se por algum tempo que as pedras lançadas durante muitos dias, produzissem um ilhéu ou banco, mas nada disso sucedeu. A erupção foi acompanhada de um cheiro muito pronunciado de ácido sulfídrico, a ponto que algumas vezes era muito difícil suportá‑lo junto à costa. Quando o fenómeno vulcânico atingiu a máxima intensidade, oferecia um espectáculo verdadeiramente imponente. Numa linha de perto de 2 quilómetros, saíam com impetuosidade, a distância umas das outras, seis enormes colunas de água, que cedendo ao impulso do vento, a uma certa altura, formavam uma nuvem branca e espessa. Do pé de uma dessas colunas, viam‑se grandes penedos expelidos pela cratera elevar‑se e cair pesadamente. Este terrível fogo da natureza era acompanhado de detonações semelhantes às da artilharia. O dia 5 de junho foi aquele em que o fenómeno apresentou a máxima intensidade. Depois a projecção de grandes blocos cessou e gradualmente tudo o mais diminuiu. No dia 7 de junho já não se viam sair pedras, e de tarde também os jactos de água e de vapor tinham cessado. A parte activa da erupção tinha desaparecido. As ondulações do solo diminuíram igualmente, mas sem todavia cessarem. As mais notáveis tiveram lugar nos dias 12 e 13 de junho. Fouqué, chegando a 20 de setembro à Terceira, fez uma excursão ao longo da costa sudoeste da ilha. Tratando primeiro que tudo de reconhecer se o fenómeno vulcânico tinha produzido alguma elevação sensível no fundo do mar, achou o fundo a 205 braças, no centro da erupção, a 5 quilómetros da ilha. As sondagens efectuadas neste e noutros pontos vizinhos, mostraram que o fundo do mar não subira por efeito da erupção, visto encontrarem‑se as mesmas profundidades apontadas no mapa inglês.»

## A erupção de 1998/2000
Foram registados microssismos na área a partir de 25 de Novembro de 1998. A 18 de Dezembro de 1998 pescadores detectaram a existência de colunas de vapor que saiam das águas a cerca de 10 km a oes-noroeste da Ponta da Serreta.
A erupção decorreu de forma intermitente com emissão de gases e de lava basáltica, com os centros eruptivos dispondo-se ao longo de faixa com 2,5 km de comprimento de direcção NE-SW, aparentemente coincidente com a direcção geral do Rifte da Terceira naquela região.
Durante as fases mais activas, alguns clastos de material em semi-fusão, rico em gás e em vesículas cheias de vapor de água, alcançaram a superfície, formando pequenas colunas de vapores individuais que se aproximavam da superfície, os clastos explodiam devido à diminuição da pressão externa, expondo o seu interior em fusão. Algumas das explosões ocorriam acima da superfície do mar, o que à noite permitia que fossem vistos desde terra como pontos de luz de cor laranja que se acendiam e rapidamente desapareciam. 
Os piroclastos emitidos são na realidade grandes balões de lava, com por vezes mais de 3 m de comprimento, com formas que variam do quase esférico ao elipsoidal, que devido ao seu conteúdo em gás são mais leves que a água, o que os força a subir em direcção à superfície do oceano. Quando a diferença entre a pressão interna e externa se invertem, os “balões” rebentam, libertando os gases contidos no seu interior e gerando, devido ao contacto da rocha em fusão tua nterior com a água do mar, grandes colunas de vapor.
Alguns piroclastos permaneciam à superfície durante alguns minutos, até que o arrefecimento diferencial os fizesse estalar, permitindo a entrada de água que ao se vaporizar os fazia explodir.
A origem destes piroclastos aparentemente é a formação de lagos submarinos de lava muito fluída e rica em gás, que, ao fraccionar-se na água, arrefece à superfície aprisionando os gases no seu interior. O conjunto fica com densidade global inferior à da água do mar, ascendendo rapidamente em direcção à superfície.
Durante os anos de 1999 e 2000 foi possível identificar cerca de 7 pontos de emissão de lava e gases, dispostos de forma quase linear em zonas com profundidades que oscilam entre os 300 m e os 800 m. 
Apesar dos numerosos enxames de microssismos que foram registados, a erupção não provocou sismicidade sentida. A erupção foi pela última vez visível em Fevereiro de 2000 com a emissão de gases e lava. Desapareceu progressivamente ao longo daquele ano.

## Erupção serretiana
NA erução de 1998 a 2000 o vulcão da Serreta tinha o topo da chaminé a uma profundidade entre 400 e os 600 m abaixo do nível médio do mar. Em consequência, a pressão da coluna de água impedia o desenvolvimento dos fenómenos eruptivos típicos das erupções submarinas pouco profundas, como os jactos de piroclastos e lava, a formação de colunas de vapor e a ocorrência de explosões de vapor.
Durante a erupção observou-se um fenómeno nunca descrito que consistia na projecção, a partir de certa profundidade, de blocos de lava quente, em forma de balão, cujo exterior solidificava em contato com a água do mar, enquanto o interior permanecia parcialmente fundido. Estes balões de lava insuflavam ao subir devido à expansão dovapor que resultava da diminuição da pressão externa, surgindo internamente espaços ocos repletos de  gases vulcânicos. Estas características reduziam a densidade global dos blocos e tornando-os temporariamente flutuantes. 
Quando os blocos atingiam a superfície do mar, esfriavam, perdiam os gases sob a forma de vapores esbranquiçados, por vezes explodiam e, por fim, afundavam-se. Esses blocos foram designados por balões de lava.
Tradicionalmente, cada tipo de erupção que vai sendo estudado recebe um nome, geralmente relacionado com o vulcão de primeira ocorrência descrita. Tendo sido a primeira descrição científica deste fenómeno vulcânico, vários geólogos portugueses propuseram que se passe a chamar às erupções submarinas basálticas e relativamente profundas e onde se formem balões de lava como sendo uma atividade eruptiva do «tipo serretiano».